# Лиму
Лиму (фр. Limoux) — муниципалитет во Франции в регионе Лангедок — Руссильон, департамент Од. Население составляет 9709 человек (2007 г.), площадь — 32,41 км².
Муниципалитет расположен на расстоянии около 650 км к югу от Парижа, 150 км юго-западнее Монпелье, 21 км юго-западнее Каркасон.
Лиму считается родиной игристого вина (по крайней мере, оспаривает это звание у Шампани). Также здесь раз в год происходят карнавалы, которые длятся по несколько месяцев.